# Affectio maritalis
La affectio maritalis es una locución latina que alude a la voluntad de afecto, socorro y auxilio mutuo entre los dos cónyuges durante el matrimonio.
En derecho en ocasiones se alude a la affectio maritalis para justificar la inexistencia de la obligación de testificar contra el cónyuge o como atenuante de encubrimiento. En algunos ordenamientos jurídicos, la desaparición de ese vínculo emocional puede esgrimirse como motivo de divorcio.

## Historia
En el derecho romano representada un estado de voluntad cotidiano entre cónyuges en el matrimonio que, cuando cesaba, provocaba la disolución del vínculo que los unía, produciéndose el divorcio.
- Datos: Q5816274